# Lee (Illinois)
Lee és una població dels Estats Units a l'estat d'Illinois. Segons el cens del 2000 tenia 313 habitants.

## Demografia
Segons el cens del 2000, Lee tenia 313 habitants, 118 habitatges, i 77 famílies. La densitat de població era de 549,3 habitants/km².
Dels 118 habitatges en un 37,3% hi vivien nens de menys de 18 anys, en un 53,4% hi vivien parelles casades, en un 9,3% dones solteres, i en un 33,9% no eren unitats familiars. En el 29,7% dels habitatges hi vivien persones soles l'11% de les quals corresponia a persones de 65 anys o més que vivien soles. El nombre mitjà de persones vivint en cada habitatge era de 2,65 i el nombre mitjà de persones que vivien en cada família era de 3,36.
Per edats la població es repartia de la següent manera: un 31,3% tenia menys de 18 anys, un 8,6% entre 18 i 24, un 32,3% entre 25 i 44, un 17,3% de 45 a 60 i un 10,5% 65 anys o més.
L'edat mediana era de 31 anys. Per cada 100 dones de 18 o més anys hi havia 115 homes.
La renda mediana per habitatge era de 42.813 $ i la renda mediana per família de 55.833 $. Els homes tenien una renda mediana de 37.917 $ mentre que les dones 29.063 $. La renda per capita de la població era de 19.709 $. Aproximadament el 9,8% de les famílies i l'11,5% de la població estaven per davall del llindar de pobresa.

## Poblacions més properes
El següent diagrama mostra les poblacions més properes.